# مظفر علي خان قزلباش
نواب مظفر علي خان قيزليباش (بالأردوية: نواب مظفر علی خان قزلباش)‏ (1908 - ). سياسي باكستاني، ووزير في حكومات البنجاب وغرب باكستان وباكستان. بدأ مظفر قيزلباش مسيرته التشريعية كنقابي، وانضم لاحقًا إلى الرابطة الإسلامية ثم الحزب الجمهوري. صم شغل منصب وزير الصناعة في حكومة إبراهيم إسماعيل جندريكار في الفترة من 18 أكتوبر 1957 إلى 16 ديسمبر 1957. كما شغل منصب وزير الصناعة والتجارة والشؤون البرلمانية في حكومة فيروز خان نون من 16 ديسمبر 1957 - 18 مارس 1958، ثم اُختير رئيسًا لوزراء غرب باكستان من مارس 1958 - 7 أكتوبر 1958 عندما تم إعلان الأحكام العرفية من قبل الرئيس إسكندر ميرزا.
بعد سقوط حكومة أيوب خان عمل قيزلباش وزيراً للمالية في باكستان في حكومة يحيى خان في الفترة من 4 أغسطس 1969 إلى 22 فبراير 1971.